# Edoardo I di Bar
Edoardo I di Bar in francese Édouard Ier de Bar (1295 – Famagosta, 11 novembre 1336); fu Conte di Bar, di Mousson, dal 1302 alla morte.

## Origine
Edoardo, secondo la Histoire généalogique de la maison royale de Dreux (Paris), Luxembourg, Preuves de l'histoire de la maison de Bar-le Duc era l'unico figlio maschio del Conte di Bar, di Mousson, Enrico III e della moglie, Eleonora d'Inghilterra, che era figlia del re d'Inghilterra e duca d'Aquitania Edoardo I Plantageneto e della sua prima moglie, Eleonora di Castiglia, figlia secondogenita del re di Castiglia, Ferdinando III il Santo e di Giovanna di Dammartin, Contessa di Ponthieu (contea nel dipartimento della Somme le cui città principali erano Abbeville e Montreuil-sur-Mer).
Enrico III di Bar (Henry aineis fils le comte de Bar), come ci viene confermato dal testamento del padre, nelle Preuves de l'HISTOIRE ECCLESIASTIQUE ET CIVILE DE LORRAINE, Volume 2, era il figlio maschio primogenito del Conte di Bar, di Mousson, Teobaldo II (Thiebaut cuens de Bar) e della sua seconda moglie, la Signora di Toucy, di Saint-Fargeau e di Puisaye (regione compresa tra il Gâtinais e la Borgogna), Giovanna di Toucy (Jehenne contesse de Bar ma femme), che era figlia di Giovanni, Signore di Toucy, di Saint-Fargeau e di Puisaye (regione compresa tra il Gâtinais e la Borgogna) e sua moglie Emma di Laval.

## Biografia
Nell'ambito della Guerra di Fiandra, nel 1297, suo padre, Enrico III, venne coinvolto e pressato di invadere la contea di Champagne dal suocero, il re d'Inghilterra, Edoardo I Plantageneto; maEnrico fu sconfitto e fatto prigioniero da Gaucher V Signore di Chatillon e connestabile di Champagne, come si apprende da una lettera di Guillaume de Nangis; prigioniero nelle carceri della Contea delle Fiandre, Enrico, dopo quattro anni di prigionia, col Trattato di Bruges, del 4 giugno 1301, in cambio della sua liberazione dovette cedere alcune fortezze al suo potente vicino, ma soprattutto rendere omaggio a Filippo il Bello per una parte della sua contea, che sarà chiamata il Barrois in movimento, promettendo di andare a Cipro a lottare contro gli infedeli. In quello stesso anno, come ci conferma la Histoire généalogique de la maison royale de Dreux, sua nonna paterna, Giovanna di Toucy (Iehanne de Thoci comtesse de Bar et dame de Pusoye) scrisse una lettera per confermare l'avvenuta pace tra il re di Francia, Filippo IV il Bello (Philippe pour la grace de Dieu roy de France) ed il proprio figlio primogenito Enrico III (nostre ainè fil Henry cuens de Bar).
Durante la guerra sua madre, Eleonora d'Inghilterra, era morta a Gand, il 12 ottobre del 1297.
Suo padre, Enrico III, nel 1302, si recò nel regno di Napoli al fine di imbarcarsi per l'Oriente. A Napoli diede manforte al re Carlo II, che dovette respingere l'invasione del re Federico III di Sicilia. Fu gravemente ferito durante un'azione e morì poco dopo.
Gli succedette il figlio Edoardo, come Edoardo I di Bar, che solo nel 1312, raggiunta la maggior età governò la contea.
Era minorenne quando succedette al padre Enrico III di Bar, divenne conte e la contea fu governata dagli zii paterni Giovanni, signore di Puisaye, Teobaldo vescovo di Liegi, e Rinaldo vescovo di Metz, come da lettera del re di Francia, Filippo il Bello.
Secondo la storico inglese, Thomas Rymer (ca. 1643 – 13 Dicembre 1713) il re inglese, Edoardo I Plantageneto, nel 1306, scrisse una lettera alla Duchessa reggente di Borgogna, Agnese di Francia, proponendo un matrimonio, tra un suo nipote, Edoardo I di Bar, e la figlia di Agnese, Maria di Borgogna.
Il contratto di matrimonio tra Edoardo di Bar e Maria fu redatto a Bar-sur-Aube, il 13 giugno 1306, dal fratello di Maria, il duca di Borgogna, Ugo V, come da documento n° 577 del Cartulaire de Hugues de Chalon (1220-1319).
A Montbard, l'11 febbraio 1310, Edoardo I sposò Maria di Borgogna, che, secondo la Histoire des ducs de Bourgogne de la race capétienne, vol. VI, era la figlia femmina quartogenita del Duca di Borgogna e re titolare di Tessalonica, Roberto II e della moglie, Agnese di Francia (1260-1325), che, come ci viene confermato dalla Chronique anonyme des rois de France, era la figlia minore (ultimogenita) del re di Francia, San Luigi IX (1215 – 1270) e di Margherita di Provenza (1221 – 1295).
Dopo il matrimonio Edoardo raggiunse la maggior età e governò da solo le sue contee.
Nel 1313 viene catturato dal Duca di Lorena, Federico IV ma il riscatto per la sua liberazione non verrà pagato prima del 1314; in quell'anno, con l'intervento dell'erede al trono di Francia, Luigi l'Attaccabrighe, la disputa tra Edoardo e Federico IV di Lorena, fu sanata.
Nel 1324 conosce una nuova alleanza militare con il duca di Lorena, Federico IV, col re di Boemia e conte di Lussemburgo, Giovanni e con l'arcivescovo di Treviri, Baldovino di Lussemburgo, che portarono all'assedio alla città di Metz, che non voleva riconoscere come re di Germania, Ludovico il Bavaro; la pace fu siglata, nel 1325. Queste operazioni militari sono conosciute ai più come la guerra di Metz o guerra dei quattro signori.
Nel 1336, Edoardo morì in un naufragio sulle coste di Famagosta a Cipro, mentre partecipava ad una crociata, nell'isola di Cipro.
Gli succedette l'unico figlio maschio, Enrico, come Enrico IV
Nella cronologia del Priorato di Sion, redatta da Pierre Plantard, Edoardo risulta come IV gran maestro del Priorato.

## Discendenza
Edoardo da Maria ebbe tre figli:
- Enrico (ca.1315-1344), Conte di Bar, di Mousson[15];
- Eleonora († 1332), sposata (1330) con Rodolfo di Lorena, figlio di Federico IV[17];
- Beatrice, moglie di Guido I Gonzaga, signore di Mantova[18].

## Ascendenza
|                             |                              |                                                             | Genitori                                  |  |  | Nonni |  |  | Bisnonni                |  |  | Trisnonni                |  |
|                             |                              |                                                             |                                           |  |  |       |  |  | Enrico II, conte di Bar |  |  | Teobaldo I, conte di Bar |  |
|                             |                              |                                                             |                                           |  |  |       |  |  | Enrico II, conte di Bar |  |  | Teobaldo I, conte di Bar |  |
|                             |                              | Ermesinda di Bar-sur-Seine                                  |                                           |  |  |       |  |  | Enrico II, conte di Bar |  |  |                          |  |
| Tebaldo II, conte di Bar    |                              |                                                             |                                           |  |  |       |  |  | Enrico II, conte di Bar |  |  |                          |  |
|                             |                              | Filippa di Dreux                                            | Roberto II, conte di Dreux                |  |  |       |  |  |                         |  |  |                          |  |
|                             |                              | Filippa di Dreux                                            | Roberto II, conte di Dreux                |  |  |       |  |  |                         |  |  |                          |  |
|                             |                              | Filippa di Dreux                                            | Iolanda di Coucy                          |  |  |       |  |  |                         |  |  |                          |  |
| Enrico III, conte di Bar    |                              | Filippa di Dreux                                            |                                           |  |  |       |  |  |                         |  |  |                          |  |
|                             |                              | Giovanni, signore di Toucy                                  | Ithier IV, signore di Toucy               |  |  |       |  |  |                         |  |  |                          |  |
|                             |                              | Giovanni, signore di Toucy                                  | Ithier IV, signore di Toucy               |  |  |       |  |  |                         |  |  |                          |  |
|                             |                              | Giovanni, signore di Toucy                                  | Beatrice di Rion                          |  |  |       |  |  |                         |  |  |                          |  |
| Giovanna, signora di Toucy  |                              | Giovanni, signore di Toucy                                  |                                           |  |  |       |  |  |                         |  |  |                          |  |
|                             |                              | Emma di Laval                                               | Guido V, signore di Laval                 |  |  |       |  |  |                         |  |  |                          |  |
|                             |                              | Emma di Laval                                               | Guido V, signore di Laval                 |  |  |       |  |  |                         |  |  |                          |  |
|                             |                              | Emma di Laval                                               | Avoise di Craon                           |  |  |       |  |  |                         |  |  |                          |  |
| Edoardo I, conte di Bar     |                              | Emma di Laval                                               |                                           |  |  |       |  |  |                         |  |  |                          |  |
|                             | Enrico III, re d'Inghilterra | Giovanni, re d'Inghilterra                                  |                                           |  |  |       |  |  |                         |  |  |                          |  |
|                             | Enrico III, re d'Inghilterra | Giovanni, re d'Inghilterra                                  |                                           |  |  |       |  |  |                         |  |  |                          |  |
|                             | Enrico III, re d'Inghilterra | Isabella d'Angoulême                                        |                                           |  |  |       |  |  |                         |  |  |                          |  |
| Edoardo I, re d'Inghilterra | Enrico III, re d'Inghilterra |                                                             |                                           |  |  |       |  |  |                         |  |  |                          |  |
|                             |                              | Eleonora di Provenza                                        | Raimondo Berengario IV, conte di Provenza |  |  |       |  |  |                         |  |  |                          |  |
|                             |                              | Eleonora di Provenza                                        | Raimondo Berengario IV, conte di Provenza |  |  |       |  |  |                         |  |  |                          |  |
|                             |                              | Eleonora di Provenza                                        | Beatrice di Savoia                        |  |  |       |  |  |                         |  |  |                          |  |
| Eleonora d'Inghilterra      |                              | Eleonora di Provenza                                        |                                           |  |  |       |  |  |                         |  |  |                          |  |
|                             |                              | Ferdinando III, re di Castiglia e León                      | Alfonso IX, re di León                    |  |  |       |  |  |                         |  |  |                          |  |
|                             |                              | Ferdinando III, re di Castiglia e León                      | Alfonso IX, re di León                    |  |  |       |  |  |                         |  |  |                          |  |
|                             |                              | Ferdinando III, re di Castiglia e León                      | Berenguela, regina di Castiglia           |  |  |       |  |  |                         |  |  |                          |  |
| Eleonora di Castiglia       |                              | Ferdinando III, re di Castiglia e León                      |                                           |  |  |       |  |  |                         |  |  |                          |  |
|                             |                              | Giovanna di Dammartin, contessa d'Aumale e PonthieuPonthieu | Simone di Dammartin, conte d'Aumale       |  |  |       |  |  |                         |  |  |                          |  |
|                             |                              | Giovanna di Dammartin, contessa d'Aumale e PonthieuPonthieu | Simone di Dammartin, conte d'Aumale       |  |  |       |  |  |                         |  |  |                          |  |
|                             |                              | Giovanna di Dammartin, contessa d'Aumale e PonthieuPonthieu | Maria, contessa di Ponthieu               |  |  |       |  |  |                         |  |  |                          |  |
|                             |                              | Giovanna di Dammartin, contessa d'Aumale e PonthieuPonthieu |                                           |  |  |       |  |  |                         |  |  |                          |  |

### Fonti primarie
- (LA, FR)  Recueil des historiens des Gaules et de la France. Tome 21.
- (LA)  Cartulaire de Hugues de Chalon (1220-1319) .
- (LA, FR)  HISTOIRE ECCLESIASTIQUE ET CIVILE DE LORRAINE, Volume 2.

### Letteratura storiografica
- (FR)  Georges Poull, La Maison souveraine et ducale de Bar, 1994.
- (FR)  Histoire généalogique de la maison royale de Dreux (Paris), Luxembourg.
- (FR)  GESTA EPISCOPORUM MESSINS.